# Anaideia
Anaideia (stgr. ἀναίδεια) – w języku starogreckim: bezwstyd, zuchwałość. Cnota czy jeden z ideałów życia starożytnych cyników.  

## Anaideia u cyników
Anaideia była niczym nieograniczoną wolnością działania. Brak ograniczenia przez normy społeczne, obyczaje i przyzwoitość powodował, że była ona postrzegana jako zupełny bezwstyd . Chociaż postrzegana była jako wyraz bezczelności, anarchicznego ducha cyników czy ich braku poczucia przyzwoitości, była ona wyrazem ich poglądów teoretycznych. 
Anaideia wiązana była przez cyników ze szczerością (rozumianą jako zgodność ze zwierzęcą naturą) i wolnością. Anaideia służyła cynikom do wykazania pogardy wobec obowiązujących norm społecznych, a przez jej praktykowanie, cynicy wykazywali, że obyczaje ludzkie mają charakter czysto konwencjonalny, a tym samym – nienaturalny . Takie czynności jak publiczna masturbacja były formą występowania przeciwko przyjemnościom związanym z życiem erotycznym i wykazywania ich marności (związane z dawniejszą ideą Antystenesa, który chciał "zabić Afrodytę").

## Przekazy źródłowe
Diogenes Laertios podaje wiele przykładów praktykowania anaidei, w szczególności przez Diogenesa z Synopy.

Zwykł był czynić wszystko publicznie, a więc i czyny należące do dziedzin Demetry i Afrodyty

Ganiono go, że jadł na rynku, na co odpowiadał: «Bo i na rynku byłem głodny». [...] Uzasadniał to następującymi argumentami: «Jeżeli jedzenie śniadania nie jest czymś niewłaściwym, to nie jest też czymś niewłaściwym jedzenie śniadania na rynku, a jedzenie śniadania nie jest czymś niewłaściwym, zatem śniadanie na rynku nie jest czymś niewłaściwym»

Raz w czasie uczty współbiesiadnicy rzucili Diogenesowi kości jak psu on zaś jak pies oblał ich moczem

Pewnego dnia masturbując się na placu targowym oświadczył «Gdybyż i głód można było zaspokoić przez pocieranie pustego żołądka»